# 忍者じゃじゃ丸くん さくら姫と火竜のひみつ
『忍者じゃじゃ丸くん さくら姫と火竜のひみつ』（にんじゃじゃじゃまるくん さくらひめとかりゅうのひみつ）は、2013年6月20日にハムスターより発売されたニンテンドー3DS用ゲームソフト。

## 概要
ジャレコのアクションゲーム『忍者じゃじゃ丸くん』シリーズ初のニンテンドー3DS用タイトル。同シリーズの家庭用タイトルとしても2004年の『じゃじゃ丸Jr.伝承記〜ジャレコレもあり候〜』以来9年ぶりの新作となる。ジャレコのコンシューマゲーム事業からの撤退に伴い、同社よりタイトルIPを借り受けたハムスターからのリリースとなった。

## その他
本作品は、2008年に発売中止となったニンテンドーDS用ソフト『忍者じゃじゃ丸くん ペンは剣より強しでござる』の開発ソースを元にして作られたことが、同タイトルに携わっていた開発スタッフにより明かされた 。